# Bagriella
Bagriella is een geslacht van wantsen uit de familie van de Reduviidae (Roofwantsen). Het geslacht werd voor het eerst wetenschappelijk beschreven door Waldo Lee McAtee & John Russell Malloch in 1923.

## Soorten
Het genus is monotypisch en bevat alleen de volgende soort:

- Bagriella ornata McAtee & Malloch, 1923